# Fòrum Universal de les Cultures

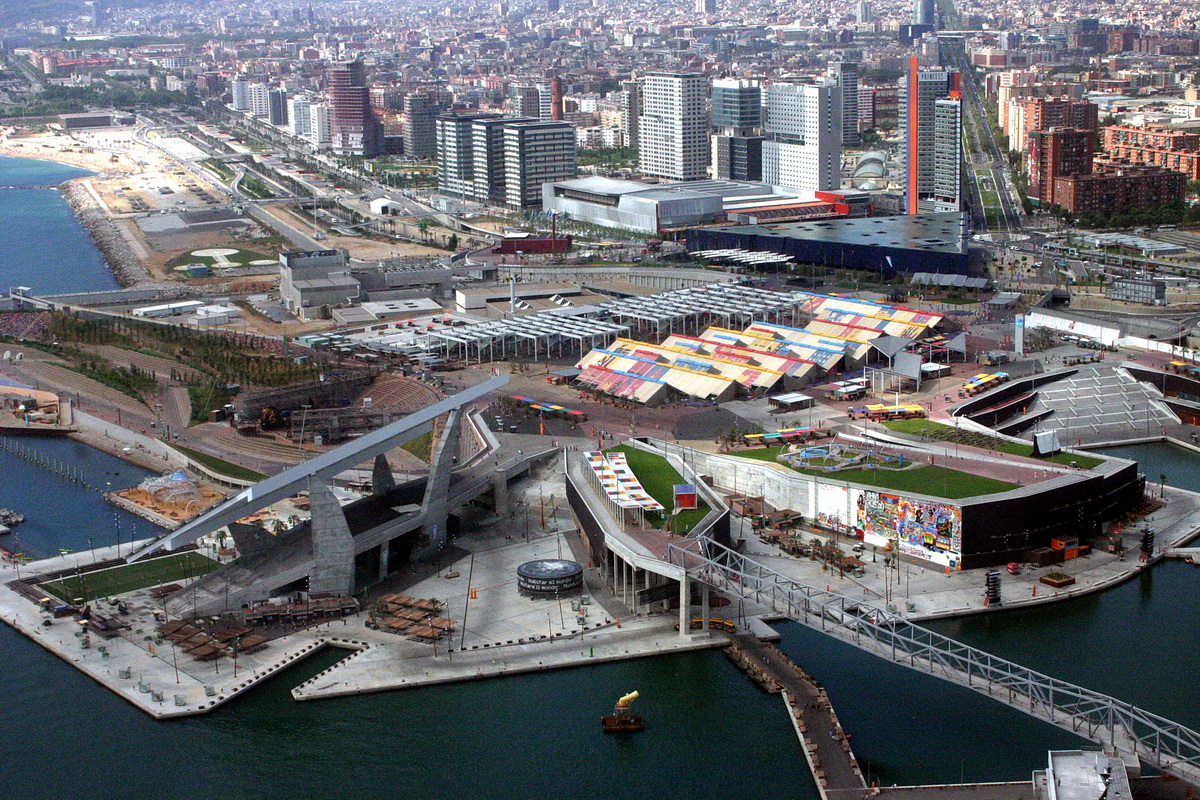
Vista aèria del Parc del Fòrum durant la celebració del Fòrum Universal de les Cultures 2004

El Fòrum Universal de les Cultures va ser un esdeveniment internacional de caràcter periòdic on a través d'exposicions, espectacles i conferències es tractaven temes d'actualitat, especialment relacionats amb la diversitat cultural.
El 2017 es va anunciar la dissolució de la Fundació Fòrum Universal de les Cultures, organisme encarregat d'impulsar l'esdeveniment i de designar-ne les futures seus.

## Fòrum Barcelona 2004
El primer Fòrum Universal de les Cultures, el Fòrum Barcelona 2004, va ésser celebrat a Barcelona i Sant Adrià de Besòs l'any 2004, i va girar sobre els eixos temàtics del desenvolupament sostenible, les condicions per a la pau i la diversitat cultural. Va ésser inaugurat el 9 de maig i es va prolongar durant 141 dies, fins al 26 de setembre. Durant aquest període el recinte del Fòrum va rebre la visita de 3.323.123 persones. Les activitats, però, no es varen limitar al mateix recinte, sinó que es varen estendre per tota la ciutat, i se'n pot destacar la Carnavalona de Carlinhos Brown i el Festival del Mar, que varen congregar 500.000 i 400.000 persones respectivament.

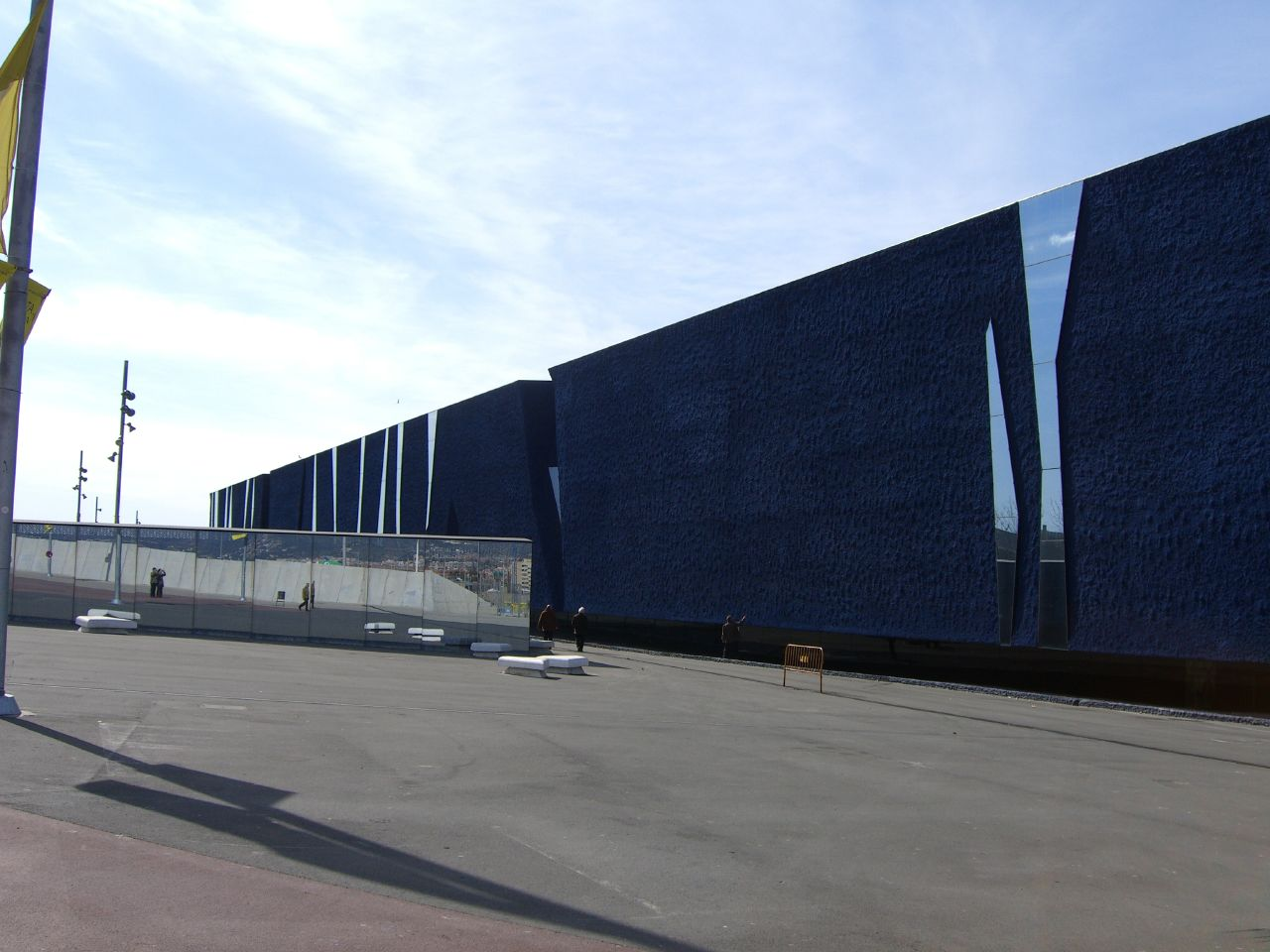
Edifici Fòrum
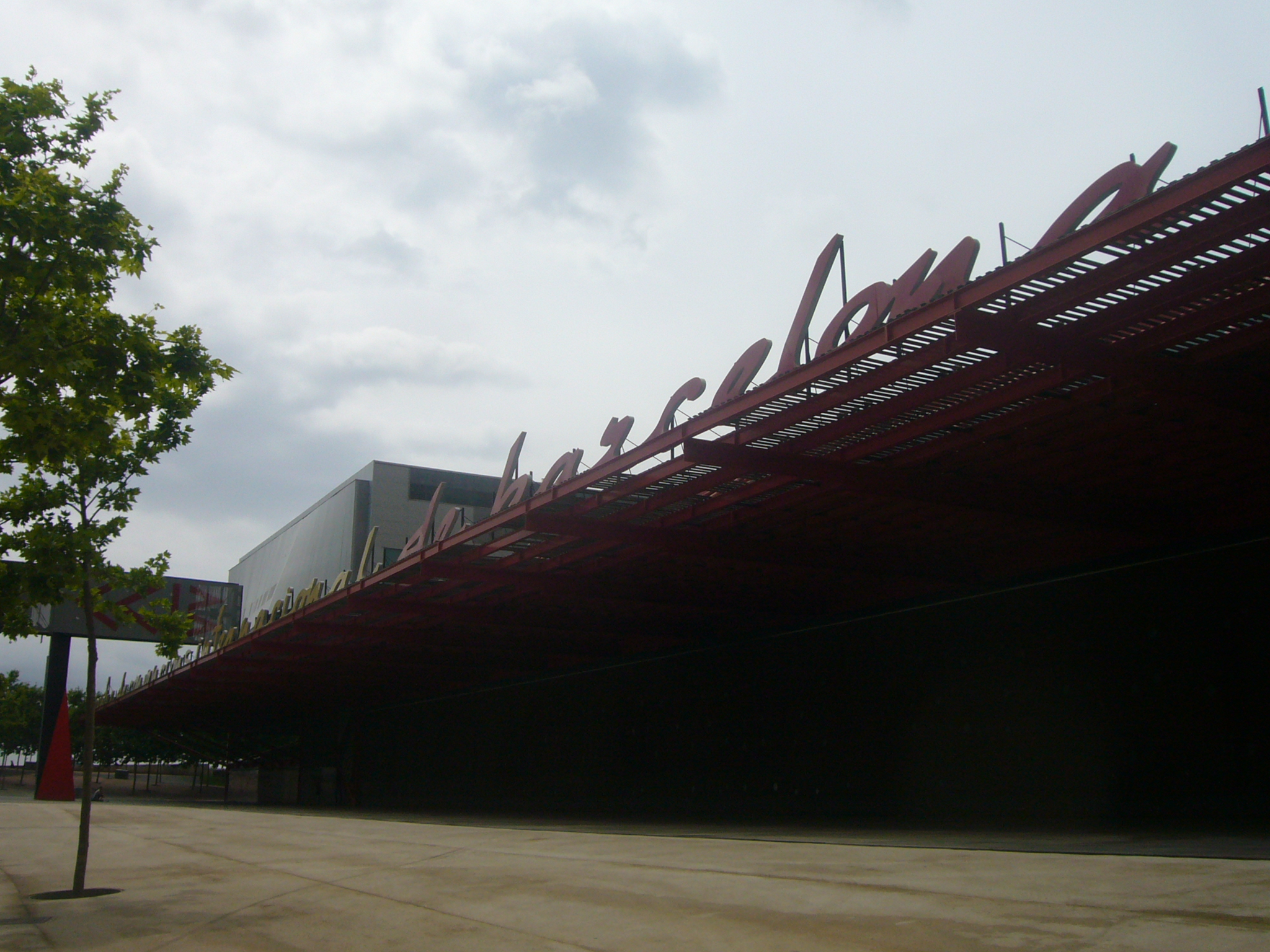
Centre de Convencions Internacional de Barcelona
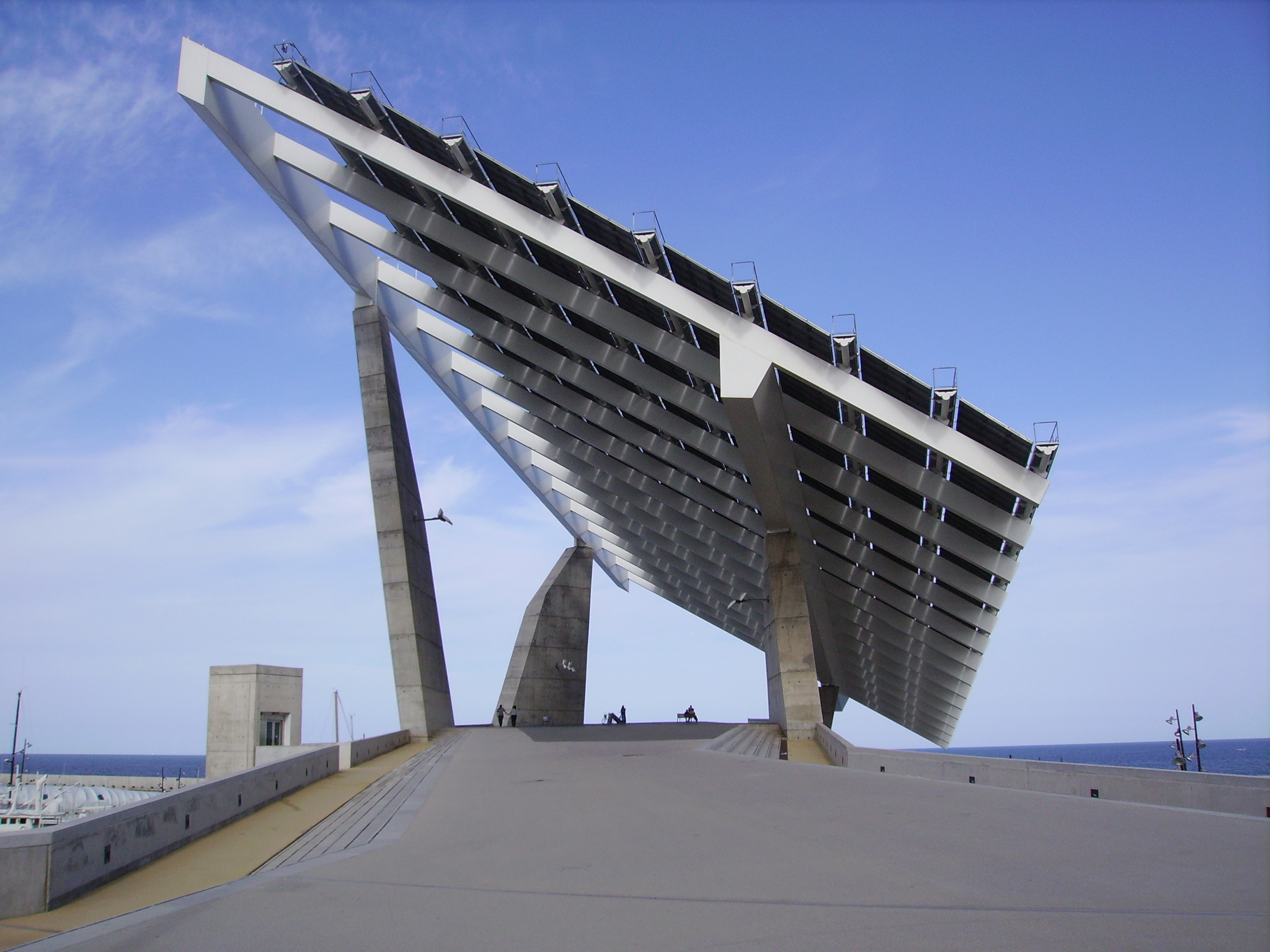
Placa Fotovoltaica
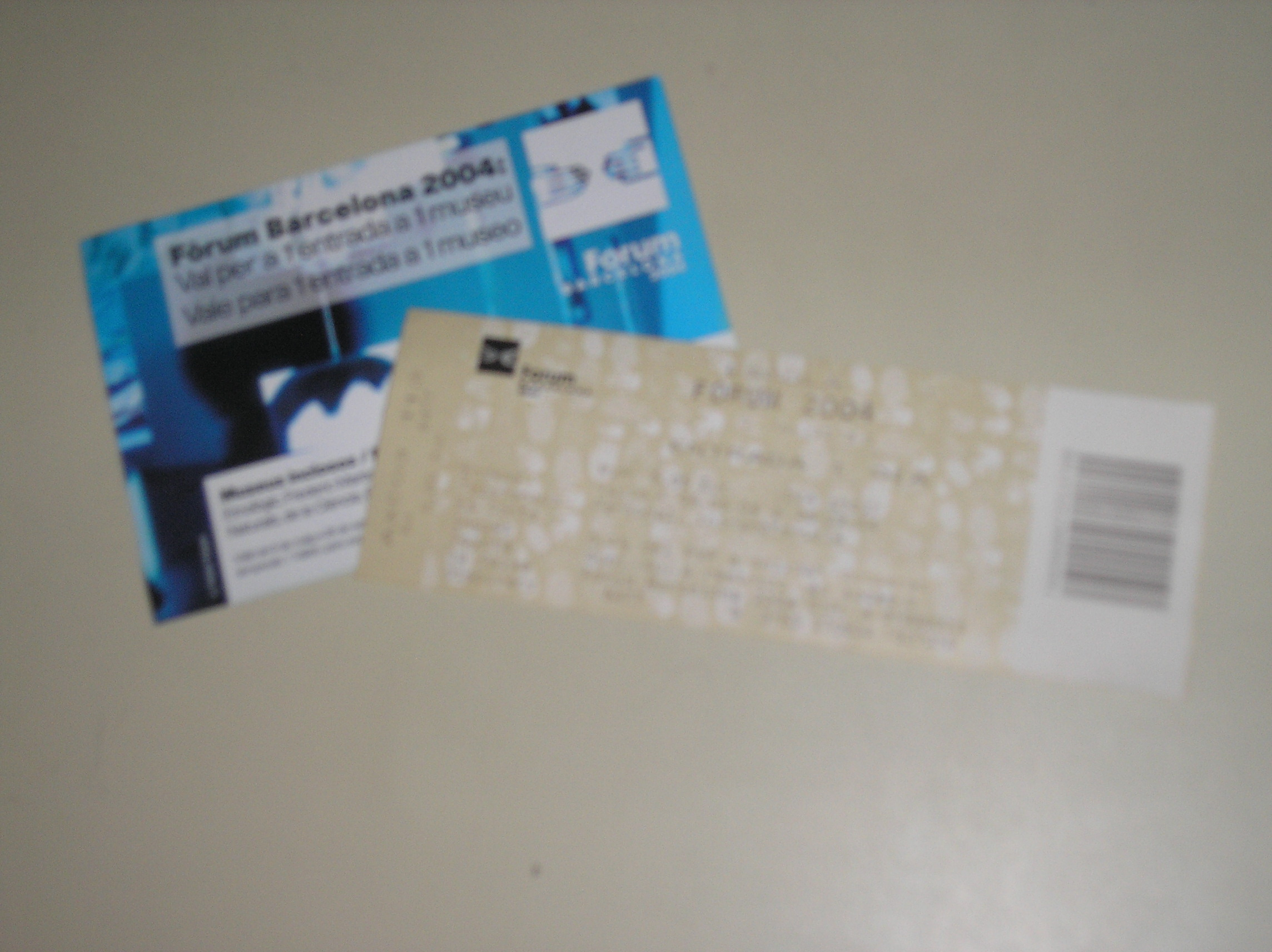
Entrades pel Fòrum 2004

El recinte del Fòrum es va ubicar en un espai proper a la desembocadura del riu Besòs, entre Sant Adrià de Besòs i Barcelona, prop dels barris barcelonins de El Besòs i el Maresme i Diagonal Mar i el Front Marítim del Poblenou, construït especialment per a la celebració de l'esdeveniment.
Aquest espai consta de dos grans edificis (l'Edifici Fòrum i el Centre de Convencions Internacional de Barcelona) on es varen celebrar les conferències (anomenades diàlegs) i diverses exposicions de gran format. Sobre aquests edificis s'estén una immensa plaça (la segona més gran del món, on es desenvolupaven les activitats principals de l'esdeveniment) que amaga al seu subsòl una estació depuradora i que s'aixeca parcialment sobre terreny guanyat al mar, en el qual destaca en un extrem una gran placa fotovoltaica. El recinte del Fòrum ocupava també un port esportiu (Port Fòrum Barcelona) que acollia diverses exposicions (de les quals podem destacar "Els Guerrers de Xi'an") i l'espectacle inaugural (Moure el món). Finalment el constituïren dos parcs i una zona de banys. Un dels parcs aprofita el desnivell que hi ha entre la plaça i el mar per generar un sistema de dunes artificials on s'integren dos auditoris a l'aire lliure. Tant els edificis com els diversos espais destaquen per la seva arquitectura d'avantguarda.
L'esdeveniment va comportar un fort rebuig entre entitats veïnals com la Federació d'Associacions de Veïns de Barcelona i fins i tot es va publicar un llibre crític que va ser repartit gratuïtament els primers dies de l'esdeveniment. També cal afegir que les xifres de visitants no varen arribar a assolir les expectatives creades i el balanç econòmic va destapar tot un seguit d'irregularitats en l'empresa encarregada de les obres, reportades en l'informe de la Sindicatura de Comptes.

## Fòrum Monterrey 2007
La segona edició del Fòrum Universal de les Cultures es va celebrar a la ciutat mexicana de Monterrey durant la tardor de l'any 2007, amb el suport de la UNESCO i la Fundació Fòrum. El recinte principal va ser l'antic Parque Fundidora, representació de la indústria de l'acer de la ciutat; annex a aquest recinte, en el Centre de Negocis Cintermex, es van realitzar durant 9 setmanes els Diàlegs a favor del benestar de la Societat Mundial per establir bases fermes en la resolució de problemes internacionals.
El Parc va ser dividit en 4 eixos temàtics: Coneixement, Diversitat Cultural, Sostenibilitat i Pau. Amb recintes com el Teatre de Titelles, Batecs del Món i Cabaret, va ser la seu d'esdeveniments de talla internacional.
Va comptar torn amb la col·laboració de 600 voluntaris que, vestits de color vermell, van ajudar a la realització dels més de 1.000 esdeveniments durant els 80 dies que va durar aquesta segona edició de Fòrum.

## Fòrum Valparaíso 2010
La tercera edició es va realitzar a la ciutat de Valparaíso, Xile. La tercera edició del Fòrum Universal de les Cultures es va centrar en les temàtiques de Cultura i desenvolupament, la Memòria històrica de Valparaíso i la ciutat i el mar.

## Fòrum Napoli 2014
La quarta edició del Fòrum Universal de las Cultures es va organitzar a Nàpols i altres ciutats de la Campania com Caserta, Benevent, Pompeia, Herculà, Ascea, Paestum i Ravello. La designació de la ciutat italiana va ser aprovada per unanimitat pel Patronat de la Fundació Fòrum Universal de les Cultures el 19 de desembre de 2007.
L'esdeveniment es va inaugurar el 18 de novembre de 2013, però la seva data d'inici es va endarrerir fins a l'abril de 2014 i va acabar el 9 de desembre del mateix any. El lema va ser "la memòria del Futur" i es va estructurar en els següents eixos temàtics: Diversitat Cultural, Desenvolupament Sostenible, Coneixement i Condicions per a la Pau.
La celebració del Fòrum va incloure també un conjunt de reformes urbanes entre les quals hi ha la transformació dels antics alts forns (ex Italsider) i la recuperació de la línia de platja en el barri Bagnoli. L'Àgora del Fòrum 2013 és una àrea d'uns 400.000 metres quadrats situada entre la plaça Tecchio (davant de l'Estadi San Paolo), requalificada, els carrers Kennedy i Terracina, l'avinguda Giochi del Mediterraneo, en el barri Fuorigrotta, fins a la línia de la costa (a Bagnoli).

## Fòrum Amman 2016
L'any 2016 estava previst que es realitzés la cinquena edició del Fòrum Universal de les Cultures a la ciutat de Quebec juntament amb la capital de Jordània Amman, però Quebec va renunciar a l'organització, que va ser assumida per Amman Va celebrar-se entre el 15 de juliol i el 15 d'octubre de 2016.

## Futurs fòrums
Algunes candidatures per a futurs fòrums havien estat les de les ciutats d'Amsterdam, Budapest, Alexandria i Fukuoka.